# 安八郡
- 令制国一覧 > 東山道 > 美濃国 > 安八郡
- 日本 > 中部地方 > 岐阜県 > 安八郡

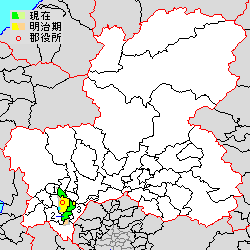
岐阜県安八郡の位置（1.神戸町 2.輪之内町 3.安八町 薄黄：後に他郡に編入された区域 薄緑・水色：後に他郡から編入した区域）

安八郡（あんぱちぐん）は、岐阜県（美濃国）の郡。
人口40,803人、面積59.27km²、人口密度688人/km²。（2025年5月1日、推計人口）
以下の3町を含む。
- 神戸町（ごうどちょう）
- 輪之内町（わのうちちょう）
- 安八町（あんぱちちょう）

## 郡域
1879年（明治12年）に行政区画として発足した当時の郡域は、以下の区域にあたる。
- 大垣市の東部（杭瀬川以西および横曽根町・横曽根・高渕町・高渕・上笠町・上笠・西大外羽町・西大外羽・大外羽・多芸島町・多芸島・南市橋町・上石津町各町を除く）
- 海津市の一部（平田町各町および海津町平原）
- 輪之内町・安八町の全域
- 神戸町の大部分（西座倉を除く）
- 揖斐郡池田町白鳥

## 歴史
『日本書紀』壬申紀に、安八磨郡（あはちまのこおり）として現れる。この時期の評を書紀は郡に書き改めているので、当時の呼び名は安八磨評である。672年の安八磨郡には大海人皇子（後の天武天皇）の湯沐令として多品治がおり、郡全体が大海人皇子の湯沐邑だったと考えられる。壬申の乱では皇子のために真っ先に兵を挙げた。
大宝2年（702年）の戸籍には味蜂間郡のものがあり、これも同じ郡を指す。その戸籍にある味蜂間郡の春部里は、後の池田郡の春日とみられ、古い味蜂間郡（安八磨郡）は後の池田郡をもあわせた領域だったと推測される。10世紀の和名類聚抄成立までに池田郡が分離した。安八の語は無限大の安らぎを意味するものである。
「あんぱちぐん」と呼ばれるようになったのは明治以降といわれている。

### 近代以前の沿革
- 江戸時代初期 - 中郷村の南で新田開発が行われ、中郷新田ができる。
- 1615年（元和元年） - 西橋村の一部が尾張藩領となり、西ノ橋村[2]として分立。
- 1622年（元和8年） - 海松新田が開発される。
- 1645年（正保元年）
  - 禾森村の南で新田開発が行われ、築捨新田が成立。後に築捨村に改称。
  - 外花村の東側で新田開発が行われ、南外渕新田と一本木新田ができる。
- 1646年（正保2年） - 釜笛村の新田として、浅草新田が出来る。
- 1665年（寛文5年） - 南外渕新田は外渕村に改称する。
- 1679年（延宝7年） - 外野村で新田開発が行われ、外渕村新田ができる。
- 1701年（元禄14年）
  - 築捨村が東築捨村と西築捨村に分立する。
  - 浅草新田が浅草東村、浅草中村、浅草西村に分立する。
- 1804年（文化元年） - 西橋村は尾張藩領となる。
- 1817年（文化14年） - 外渕村新田は外渕新田となる。
- 江戸時代末期
  - 外渕新田は外花村の一部となる。
  - 北方村は一つの村であったが、村内に岩村藩領（通・：岩村領北方村）と旗本の名取家領（通称・名取領北方村）があり、実質2つの村であった。

### 近世以降の沿革
- 「旧高旧領取調帳」に記載されている明治初年時点での支配は以下の通り。●は村内に寺社領が存在。（1町152村）

| 知行         | 知行                           | 村数     | 村名 |
| ------------ | ------------------------------ | -------- | --- |
| 幕府領       | 幕府領（美濃郡代）             | 13村     | 中郷村、中郷新田、上大榑村、上大榑新田、五反郷村、五反郷新田、下大榑村、下大榑新田、仏師川村、仏師川新田、車戸村、脇田村、須賀村 |
| 幕府領       | 幕府領（大垣藩預地）           | 14村     | 本戸村、南波村、●楡俣村、福束村、楡俣新田、海松新田、福束新田、西結村、西橋村、里村、中須村、馬瀬村、藻池新田、大藪村 |
| 幕府領       | 旗本領                         | 5村      | 白鳥村、南今ヶ淵村、善光村、内野村、下成田村 |
| 藩領         | 美濃大垣藩                     | 1町 89村 | 大垣町、割田村、切石村、宮村、西崎村、室村、南寺内村、●南頬村、禾森村、今福村、難波野村、牧新田村、深池村、古宮村、平村、直江村、西高橋村、東高橋村、長沢村、江崎村、今宿村、三塚村、津村、上開発村、大島村、加賀野村、貝曽根村、高屋村、犬ヶ淵村、東前村、藤江村、林本郷村、林中村、林東村、楽田村、中川村、領家村、興福地村、河間村、笠木村、笠縫村、中野村、一色村（現・大垣市）、木戸村、大村、三本木村、万石村、波須村、沢渡村、小野村、下開発村、東結村、新屋敷村、●下宮村、川西村、前田村、●八条村、和泉村、中沢村、青木村、市島村、南方村、更屋敷村、末守村、一色村（現・神戸町）、田村、安次村、丈六道村、曽根村、瀬古村、柳瀬村、加納村、今村、小泉村、横井村、池尻村、釜笛村、島里村、友江村、外花村、川口村、米野村、内阿原村、築捨村、浅草西村、浅草東村、浅草中村、塩喰村、豊喰新田村 |
| 藩領         | 尾張名古屋藩                   | 20村     | 森部村、墨俣村、西之橋村、海松村、大吉新田、二ツ木村、柿内村、西島村、高田村、大森村、●神戸村、氷取村、成田村、大明神村、北今ヶ淵村、大野村、南条村、落合村、斎田村、付寄村 |
| 藩領         | 美濃今尾藩                     | 4村      | ●今尾村、土倉村、脇野村、大牧村、大牧新田 |
| 藩領         | 尾張犬山藩                     | 2村      | 牧村、中村 |
| 藩領         | 大垣藩・名古屋藩               | 1村      | 草道島村 |
| 藩領         | 名古屋藩・今尾藩               | 1村      | 大尻村 |
| 幕府領・藩領 | 幕府領（美濃郡代）・名古屋藩   | 1村      | 勝村 |
| 幕府領・藩領 | 幕府領（大垣藩預地）・名古屋藩 | 1村      | 下宿村 |
| 幕府領・藩領 | 旗本領・大垣藩・美濃岩村藩     | 1村      | 北方村 |

- 慶応4年
  - 4月15日（1868年5月7日） - 幕府領・旗本領が笠松裁判所の管轄となる。
  - 閏4月25日（1868年6月15日） - 笠松裁判所の管轄地域が笠松県の管轄となる。
- 明治初年
  - 領地替えにより名古屋藩領の一部（附寄村・勝村）が笠松県の管轄となる。
  - 西高橋村・東高橋村が合併して高橋村となる。（1町151村）
  - 明治2年（1869年） - 大牧村と大牧新田が合併し、改めて大牧村となる。（1町151村）
- 明治4年
  - 7月14日（1871年8月29日） - 廃藩置県により、藩領が大垣県、名古屋県、今尾県、犬山県、岩村県となる。
  - 11月22日（1872年1月2日） - 第1次府県統合により、全域が岐阜県の管轄となる。
  - 西之橋村が西橋村に合併。（1町150村）
- 明治5年（1872年） - 今村の枝郷である今村入方が本郷の今村に合併。（1町150村）
- 明治7年（1874年）9月[11]（1町153村）
  - 割田村の一部が分立して外野村となる。
  - 外花村の一部が分立して外淵村となる。
  - 北方村の一部（通称・名取領北方村）が分立して西保村となる。
  - 2ヶ所存在した一色村がそれぞれ南一色村（現・大垣市）・北一色村（現・神戸町）に改称。
- 明治8年（1875年）
  - 1月 - 以下の各村の統合が行われる[12]。（1町133村）
    - 平原村 ← 内野村、成田村、下成田村
    - 仏師川村 ← 仏師川村、仏師川新田
    - 三郷村 ← 大尻村、車戸村、海西郡須脇村
    - 蛇池村 ← 脇田村、海西郡野市場村
    - 福合村 ← 福束新田、中郷新田、藻池新田、海松新田、下大榑村、下大榑新田
    - 四郷村 ← 上大榑村、上大榑新田、五反郷村、五反郷新田
    - 松内村 ← 海松村、柿内村
    - 塩喰村 ← 豊喰新田、塩喰村
    - 林村 ← 林本郷村、林東村、林中村、高屋村
    - 四成村 ← 八条村、和泉村、市島村、青木村

  - 6月（1町133村）
    - 須賀村・勝村が合併して勝賀村となる。
    - 切石村の一部が分立して久瀬川村となる。

  - 11月 - 大牧村が石津郡高柳古新田・高柳新田・小坪新田と合併して多芸郡大巻村となる。（1町132村）
- 明治12年（1879年）2月18日 - 郡区町村編制法の岐阜県での施行により、行政区画としての安八郡が発足。郡役所が大垣町に設置。
- 明治13年（1880年）8月 - 今村の一部（枝郷今村入方）が分立して世安村となる。（1町133村）
- 明治14年（1881年）（1町141村）
  - 8月13日 - 林村が分割して林本郷村・林東村・林中村・高屋村となる。
  - 12月8日 - 福合村が分割して福束新田・中郷新田・藻池新田・海松新田・下大榑村・下大榑新田となる。

### 町村制以降の沿革
- 明治22年（1889年）7月1日 - 町村制の施行により、大垣町、河間村、興福地村、池尻村、笠木村、笠縫村、南一色村、木戸村、南杭瀬村、内阿原村、島里村、釜笛村、外渕村、川口村、浅草東村、浅草中村、浅草西村、東前村、長沢村、禾森村、築捨村、江崎村、高橋村、古宮村、小泉村、直江村、平村、米野村、深池村、難波野村、今福村、世保村、墨俣村、西橋村、下宿村、二ツ木村、和合村、今宿村、三塚村、加賀野村、小野村、沢渡村、林東村、林中村、楽田村、貝曽根村、北方村、曽根村、領家村、中野村、中川村、草道島村（現・大垣市）、今尾町、高田村、三郷村、仏師川村、平原村、脇野村、土倉村、西島村（現・海津市）、四成村（現・大垣市、神戸町）、瀬古村、加納村、中沢村、神戸村、南方村、西保村、末守村、北一色村、更屋敷村、田村、横井村、安次村、丈六道村、斎田村、柳瀬村、落合村（現・神戸町）、氷取村、大明神村、中須村、大野村、南今ヶ淵村、善光村、森部村、南条村、大森村、北今ヶ淵村、中村、牧村、馬瀬村、西結村、東結村（現・安八町）、里村、南波村、本戸村、福束村、中郷村、四郷村、下大榑村、下大榑新田、三里村、福束新田、中郷新田、藻池新田、海松新田、大吉新田、塩喰村、松内村（現・輪之内町）、白鳥村（現・神戸町、揖斐郡池田町）が発足。それにともない以下の変更が行われる。（2町107村）
  - 今尾町 ← 今尾村
  - 大垣町 ← 大垣町[13]、久瀬川村、切石村、西崎村、宮村、高屋村、藤江村、南頬村、南寺内村、世安村、林本郷村、室村［大部分］、高橋村［旧・西高橋村[14]］、今村［一部[15]］、不破郡若森村［一部[16]］
  - 南杭瀬村 ← 外野村、割田村、外花村、友江村、今村［一部[15]を除く］、不破郡青柳村、若森村［一部[16]を除く］
  - 世保村 ← 大村、三本木村、万石村、波須村、今宿村［一部[17]］
  - 三里村 ← 楡俣村、大藪村、楡俣新田
  - 和合村 ← 上開発村、下開発村、津村、大島村
  - 室村の一部が笠縫村に、犬ヶ淵村が東前村に、牧新田村が難波野村に、前田村が加納村に、川西村・下宮村・新屋敷村が神戸村に、付寄村が斎田村にそれぞれ合併。
  - 平原村が下石津郡福島村を合併。
  - 勝賀村・蛇池村の所属郡が海西郡に変更。
- 明治23年（1890年）3月24日 - 三里村が改称して御寿村となる。
- 明治25年（1892年）8月6日 - 神戸村が町制施行して神戸町となる。（3町106村）
- 明治27年（1894年）9月24日 - 墨俣村が町制施行して墨俣町となる。（4町105村）
- 明治30年（1897年）4月1日 - 多芸島村、上笠村、東大外羽村、西大外羽村および高淵村の所属郡が多芸郡から変更。又、今尾町、高田村、三郷村、仏師川村、平原村、土倉村、脇野村および西島村の所属郡が海津郡に変更。（4町102村）
- 明治30年（1897年）4月1日 - 以下の町村の統合が行われる。（3町19村）
  - 浅草村 ← 浅草東村、浅草中村、浅草西村、養老郡横曽根村（現・大垣市）
  - 洲本村 ← 内阿原村、島里村、川口村、釜笛村、外淵村（現・大垣市）
  - 安井村 ← 東前村、長沢村、江崎村、高橋村、禾森村、築捨村（現・大垣市）
  - 多芸島村 ← 南杭瀬村［友江］、多芸島村、上笠村、東大外羽村、西大外羽村、高淵村（現・大垣市）
  - 北杭瀬村 ← 池尻村、興福地村、河間村、笠縫村、笠木村、南一色村、木戸村（現・大垣市）
  - 川並村 ← 古宮村、平村、直江村、小泉村、米野村、深池村、難波野村、今福村（現・大垣市）
  - 牧村 ← 牧村、馬瀬村（現・安八町）
  - 中川村 ← 曽根村、北方村、領家村、中川村、中野村、楽田村、貝曽根村、林東村、林中村（現・大垣市）
  - 三城村 ← 世保村、今宿村、三塚村、小野村、加賀野村、沢渡村（現・大垣市）
  - 結村 ← 西結村、東結村（現・安八町）
  - 南平野村 ← 草道島村（現・大垣市）、四成村（現・大垣市、神戸町）、西保村、南方村、加納村、中沢村（現・神戸町）
  - 福束村 ← 里村、南波村、福束村、本戸村、中郷村、塩喰村（現・輪之内町）
  - 墨俣町 ← 墨俣町、二ツ木村、西橋村、下宿村（現・大垣市）
  - 名森村 ← 氷取村、大明神村、南今ヶ淵村、北今ヶ淵村、森部村、大森村、南条村、中村、善光村、大野村、中須村（現・安八町）
  - 北平野村 ← 白鳥村（現・揖斐郡池田町）、横井村、田村、安次村、丈六道村（現・神戸町）
  - 神戸町 ← 神戸町［神戸・川西］、末守村、北一色村、更屋敷村（現・神戸町）
  - 下宮村 ← 斎田村、柳瀬村、落合村、瀬古村、神戸町［下宮・新屋敷］（現・神戸町）
  - 御寿村 ← 御寿村、四郷村（現・輪之内町）
  - 仁木村 ← 福束新田、中郷新田、藻池新田、海松新田、大吉新田、松内村、下大榑村、下大榑新田（現・輪之内町）
- 明治30年（1897年）8月1日 - 郡制を施行。
- 明治35年（1902年）8月27日 - 御寿村が町制施行・改称して大薮町となる。（4町18村）
- 大正6年（1917年） - 現住人口82,225名。マラリア患者数1,049名[18]。
- 大正7年（1918年）4月1日 - 大垣町が市制施行して大垣市となり、郡より離脱。（3町18村）
- 大正12年（1923年）4月1日 - 郡会が廃止。郡役所は存続。
- 大正15年（1926年）7月1日 - 郡役所が廃止。以降は地域区分名称となる。
- 昭和3年（1928年）4月15日 - 北杭瀬村の一部（池尻・興福地）が不破郡赤坂町に、残部が大垣市にそれぞれ編入。
- 昭和9年（1934年）12月5日 - 南杭瀬村が大垣市に編入。（3町16村）
- 昭和10年（1935年）6月1日 - 多芸島村が大垣市に編入。（3町15村）
- 昭和11年（1936年）6月1日 - 安井村が大垣市に編入。（3町14村）
- 昭和22年（1947年）10月1日 - 洲本村が大垣市に編入。（3町13村）
- 昭和23年（1948年）
  - 6月1日 - 浅草村が大垣市に編入。（3町12村）
  - 10月1日 - 川並村および牧村の一部（馬瀬）が大垣市に編入。（3町11村）
- 昭和24年（1949年）4月1日 - 中川村が大垣市に編入。（3町10村）
- 昭和25年（1950年）4月1日 - 北平野村の一部（横井・田・安次・丈六道）が神戸町に、残部（白鳥）が揖斐郡池田村にそれぞれ編入。（3町9村）
- 昭和26年（1951年）4月1日 - 和合村が大垣市に編入。（3町8村）
- 昭和27年（1952年）6月1日 - 三城村が大垣市に編入。（3町7村）
- 昭和29年（1954年）4月1日（3町3村）
  - 福束村・仁木村・大藪町が合併して輪之内町が発足。
  - 神戸町・下宮村および南平野村の大部分が合併し、改めて神戸町が発足。南平野村の残部（草道島および四成字青木）が不破郡赤坂町に編入。
- 昭和30年（1955年）4月1日 - 名森村・結村・牧村が合併して安八村が発足。（3町1村）
- 昭和35年（1960年）4月1日（4町）
  - 安八村が町制施行して安八町となる。
  - 神戸町が揖斐郡大野町の一部（西座倉）を編入。
- 平成18年（2006年）3月27日 - 墨俣町が大垣市に編入。（3町）

### 変遷表
| 旧 郡    | 明治以前   | 明治以前   | 明治初年 - 明治11年      | 明治12年 - 明治22年         | 明治22年 7月1日 町村制施行 | 明治22年 - 明治30年         | 明治30年 4月1日 郡制施行 | 明治30年 - 昭和25年               | 明治30年 - 昭和25年               | 昭和26年 - 昭和30年                  | 昭和26年 - 昭和30年         | 昭和31年 - 昭和64年               | 昭和31年 - 昭和64年         | 平成元年 - 現在              | 現在          |
| -------- | ---------- | ---------- | ------------------------ | --------------------------- | -------------------------- | --------------------------- | ------------------------ | --------------------------------- | --------------------------------- | ------------------------------------ | --------------------------- | --------------------------------- | --------------------------- | ---------------------------- | ------------- |
| 安 八 郡 | 白鳥村     | 白鳥村     | 白鳥村                   | 白鳥村                      | 白鳥村                     | 白鳥村                      | 北平野村                 | 昭和25年4月1日 揖斐郡池田村に編入 | 昭和25年8月1日 揖斐郡温知村に編入 | 昭和29年5月1日 町制改称 揖斐郡池田町 | 昭和30年4月1日 揖斐郡池田町 | 揖斐郡池田町                      | 揖斐郡池田町                | 揖斐郡池田町                 | 揖斐郡 池田町 |
| 安 八 郡 | 田村       | 田村       | 田村                     | 田村                        | 田村                       | 田村                        | 北平野村                 | 昭和25年4月1日 神戸町に編入       | 神戸町                            | 昭和29年4月1日 神戸町                | 昭和29年4月1日 神戸町       | 神戸町                            | 神戸町                      | 神戸町                       | 神戸町        |
| 安 八 郡 | 横井村     | 横井村     | 横井村                   | 横井村                      | 横井村                     | 横井村                      | 北平野村                 | 昭和25年4月1日 神戸町に編入       | 神戸町                            | 昭和29年4月1日 神戸町                | 昭和29年4月1日 神戸町       | 神戸町                            | 神戸町                      | 神戸町                       | 神戸町        |
| 安 八 郡 | 安次村     | 安次村     | 安次村                   | 安次村                      | 安次村                     | 安次村                      | 北平野村                 | 昭和25年4月1日 神戸町に編入       | 神戸町                            | 昭和29年4月1日 神戸町                | 昭和29年4月1日 神戸町       | 神戸町                            | 神戸町                      | 神戸町                       | 神戸町        |
| 安 八 郡 | 丈六道村   | 丈六道村   | 丈六道村                 | 丈六道村                    | 丈六道村                   | 丈六道村                    | 北平野村                 | 昭和25年4月1日 神戸町に編入       | 神戸町                            | 昭和29年4月1日 神戸町                | 昭和29年4月1日 神戸町       | 神戸町                            | 神戸町                      | 神戸町                       | 神戸町        |
| 安 八 郡 | 末守村     | 末守村     | 末守村                   | 末守村                      | 末守村                     | 末守村                      | 神戸町                   | 神戸町                            | 神戸町                            | 昭和29年4月1日 神戸町                | 昭和29年4月1日 神戸町       | 神戸町                            | 神戸町                      | 神戸町                       | 神戸町        |
| 安 八 郡 | 一色村     | 一色村     | 明治7年 改称 北一色村    | 北一色村                    | 北一色村                   | 北一色村                    | 神戸町                   | 神戸町                            | 神戸町                            | 昭和29年4月1日 神戸町                | 昭和29年4月1日 神戸町       | 神戸町                            | 神戸町                      | 神戸町                       | 神戸町        |
| 安 八 郡 | 更屋敷村   | 更屋敷村   | 更屋敷村                 | 更屋敷村                    | 更屋敷村                   | 更屋敷村                    | 神戸町                   | 神戸町                            | 神戸町                            | 昭和29年4月1日 神戸町                | 昭和29年4月1日 神戸町       | 神戸町                            | 神戸町                      | 神戸町                       | 神戸町        |
| 安 八 郡 | 神戸村     | 神戸村     | 神戸村                   | 神戸村                      | 神戸村                     | 明治25年8月8日 町制 神戸町  | 神戸町                   | 神戸町                            | 神戸町                            | 昭和29年4月1日 神戸町                | 昭和29年4月1日 神戸町       | 神戸町                            | 神戸町                      | 神戸町                       | 神戸町        |
| 安 八 郡 | 川西村     | 川西村     | 川西村                   | 川西村                      | 神戸村                     | 明治25年8月8日 町制 神戸町  | 神戸町                   | 神戸町                            | 神戸町                            | 昭和29年4月1日 神戸町                | 昭和29年4月1日 神戸町       | 神戸町                            | 神戸町                      | 神戸町                       | 神戸町        |
| 安 八 郡 | 下宮村     | 下宮村     | 下宮村                   | 下宮村                      | 神戸村                     | 明治25年8月8日 町制 神戸町  | 下宮村                   | 下宮村                            | 下宮村                            | 昭和29年4月1日 神戸町                | 昭和29年4月1日 神戸町       | 神戸町                            | 神戸町                      | 神戸町                       | 神戸町        |
| 安 八 郡 | 新屋敷村   | 新屋敷村   | 新屋敷村                 | 新屋敷村                    | 神戸村                     | 明治25年8月8日 町制 神戸町  | 下宮村                   | 下宮村                            | 下宮村                            | 昭和29年4月1日 神戸町                | 昭和29年4月1日 神戸町       | 神戸町                            | 神戸町                      | 神戸町                       | 神戸町        |
| 安 八 郡 | 瀬古村     | 瀬古村     | 瀬古村                   | 瀬古村                      | 瀬古村                     | 瀬古村                      | 下宮村                   | 下宮村                            | 下宮村                            | 昭和29年4月1日 神戸町                | 昭和29年4月1日 神戸町       | 神戸町                            | 神戸町                      | 神戸町                       | 神戸町        |
| 安 八 郡 | 斎田村     | 斎田村     | 斎田村                   | 斎田村                      | 斎田村                     | 斎田村                      | 下宮村                   | 下宮村                            | 下宮村                            | 昭和29年4月1日 神戸町                | 昭和29年4月1日 神戸町       | 神戸町                            | 神戸町                      | 神戸町                       | 神戸町        |
| 安 八 郡 | 付寄村     | 付寄村     | 付寄村                   | 付寄村                      | 斎田村                     | 斎田村                      | 下宮村                   | 下宮村                            | 下宮村                            | 昭和29年4月1日 神戸町                | 昭和29年4月1日 神戸町       | 神戸町                            | 神戸町                      | 神戸町                       | 神戸町        |
| 安 八 郡 | 柳瀬村     | 柳瀬村     | 柳瀬村                   | 柳瀬村                      | 柳瀬村                     | 柳瀬村                      | 下宮村                   | 下宮村                            | 下宮村                            | 昭和29年4月1日 神戸町                | 昭和29年4月1日 神戸町       | 神戸町                            | 神戸町                      | 神戸町                       | 神戸町        |
| 安 八 郡 | 落合村     | 落合村     | 落合村                   | 落合村                      | 落合村                     | 落合村                      | 下宮村                   | 下宮村                            | 下宮村                            | 昭和29年4月1日 神戸町                | 昭和29年4月1日 神戸町       | 神戸町                            | 神戸町                      | 神戸町                       | 神戸町        |
| 大 野 郡 | 西座倉村   | 西座倉村   | 西座倉村                 | 西座倉村                    | 西座倉村                   | 西座倉村                    | 揖斐郡 川合村            | 揖斐郡川合村                      | 揖斐郡川合村                      | 揖斐郡川合村                         | 揖斐郡川合村                | 昭和35年1月1日 揖斐郡大野町に編入 | 昭和35年4月1日 神戸町に編入 | 神戸町                       | 神戸町        |
| 安 八 郡 | 加納村     | 加納村     | 加納村                   | 加納村                      | 加納村                     | 加納村                      | 南平野村                 | 南平野村                          | 南平野村                          | 昭和29年4月1日 神戸町                | 昭和29年4月1日 神戸町       | 神戸町                            | 神戸町                      | 神戸町                       | 神戸町        |
| 安 八 郡 | 前田村     | 前田村     | 前田村                   | 前田村                      | 加納村                     | 加納村                      | 南平野村                 | 南平野村                          | 南平野村                          | 昭和29年4月1日 神戸町                | 昭和29年4月1日 神戸町       | 神戸町                            | 神戸町                      | 神戸町                       | 神戸町        |
| 安 八 郡 | 中沢村     | 中沢村     | 中沢村                   | 中沢村                      | 中沢村                     | 中沢村                      | 南平野村                 | 南平野村                          | 南平野村                          | 昭和29年4月1日 神戸町                | 昭和29年4月1日 神戸町       | 神戸町                            | 神戸町                      | 神戸町                       | 神戸町        |
| 安 八 郡 | 南方村     | 南方村     | 南方村                   | 南方村                      | 南方村                     | 南方村                      | 南平野村                 | 南平野村                          | 南平野村                          | 昭和29年4月1日 神戸町                | 昭和29年4月1日 神戸町       | 神戸町                            | 神戸町                      | 神戸町                       | 神戸町        |
| 安 八 郡 | 北方村     | 一部       | 明治7年 分立 西保村      | 西保村                      | 西保村                     | 西保村                      | 南平野村                 | 南平野村                          | 南平野村                          | 昭和29年4月1日 神戸町                | 昭和29年4月1日 神戸町       | 神戸町                            | 神戸町                      | 神戸町                       | 神戸町        |
| 安 八 郡 | 八条村     | 八条村     | 明治8年1月 四成村        | 四成村                      | 四成村                     | 四成村                      | 南平野村                 | 南平野村                          | 南平野村                          | 昭和29年4月1日 神戸町                | 昭和29年4月1日 神戸町       | 神戸町                            | 神戸町                      | 神戸町                       | 神戸町        |
| 安 八 郡 | 和泉村     |            | 明治8年1月 四成村        | 四成村                      | 四成村                     | 四成村                      | 南平野村                 | 南平野村                          | 南平野村                          | 昭和29年4月1日 神戸町                | 昭和29年4月1日 神戸町       | 神戸町                            | 神戸町                      | 神戸町                       | 神戸町        |
| 安 八 郡 | 市島村     |            | 明治8年1月 四成村        | 四成村                      | 四成村                     | 四成村                      | 南平野村                 | 南平野村                          | 南平野村                          | 昭和29年4月1日 神戸町                | 昭和29年4月1日 神戸町       | 神戸町                            | 神戸町                      | 神戸町                       | 神戸町        |
| 安 八 郡 | 青木村     | 青木村     | 明治8年1月 四成村        | 四成村                      | 四成村                     | 四成村                      | 南平野村                 | 南平野村                          | 南平野村                          | 昭和29年4月1日 不破郡赤坂町に編入    | 昭和29年9月1日 不破郡赤坂町 | 不破郡赤坂町                      | 昭和42年9月1日 大垣市に編入 | 大垣市                       | 大垣市        |
| 安 八 郡 | 草道島村   | 草道島村   | 草道島村                 | 草道島村                    | 草道島村                   | 草道島村                    | 南平野村                 | 南平野村                          | 南平野村                          | 昭和29年4月1日 不破郡赤坂町に編入    | 昭和29年9月1日 不破郡赤坂町 | 不破郡赤坂町                      | 昭和42年9月1日 大垣市に編入 | 大垣市                       | 大垣市        |
| 安 八 郡 | 興福地村   | 興福地村   | 興福地村                 | 興福地村                    | 興福地村                   | 興福地村                    | 北杭瀬村                 | 昭和3年4月15日 不破郡赤坂町に編入 | 不破郡赤坂町                      | 不破郡赤坂町                         | 昭和29年9月1日 不破郡赤坂町 | 不破郡赤坂町                      | 昭和42年9月1日 大垣市に編入 | 大垣市                       | 大垣市        |
| 安 八 郡 | 池尻村     | 池尻村     | 池尻村                   | 池尻村                      | 池尻村                     | 池尻村                      | 北杭瀬村                 | 昭和3年4月15日 不破郡赤坂町に編入 | 不破郡赤坂町                      | 不破郡赤坂町                         | 昭和29年9月1日 不破郡赤坂町 | 不破郡赤坂町                      | 昭和42年9月1日 大垣市に編入 | 大垣市                       | 大垣市        |
| 安 八 郡 | 河間村     | 河間村     | 河間村                   | 河間村                      | 河間村                     | 河間村                      | 北杭瀬村                 | 昭和3年4月15日 大垣市に編入       | 大垣市                            | 大垣市                               | 大垣市                      | 大垣市                            | 大垣市                      | 大垣市                       | 大垣市        |
| 安 八 郡 | 笠木村     | 笠木村     | 笠木村                   | 笠木村                      | 笠木村                     | 笠木村                      | 北杭瀬村                 | 昭和3年4月15日 大垣市に編入       | 大垣市                            | 大垣市                               | 大垣市                      | 大垣市                            | 大垣市                      | 大垣市                       | 大垣市        |
| 安 八 郡 | 木戸村     | 木戸村     | 木戸村                   | 木戸村                      | 木戸村                     | 木戸村                      | 北杭瀬村                 | 昭和3年4月15日 大垣市に編入       | 大垣市                            | 大垣市                               | 大垣市                      | 大垣市                            | 大垣市                      | 大垣市                       | 大垣市        |
| 安 八 郡 | 一色村     | 一色村     | 明治7年 改称 南一色村    | 南一色村                    | 南一色村                   | 南一色村                    | 北杭瀬村                 | 昭和3年4月15日 大垣市に編入       | 大垣市                            | 大垣市                               | 大垣市                      | 大垣市                            | 大垣市                      | 大垣市                       | 大垣市        |
| 安 八 郡 | 笠縫村     | 笠縫村     | 笠縫村                   | 笠縫村                      | 笠縫村                     | 笠縫村                      | 北杭瀬村                 | 昭和3年4月15日 大垣市に編入       | 大垣市                            | 大垣市                               | 大垣市                      | 大垣市                            | 大垣市                      | 大垣市                       | 大垣市        |
| 安 八 郡 | 室村       | 一部       | 室村                     | 室村                        | 笠縫村                     | 笠縫村                      | 北杭瀬村                 | 昭和3年4月15日 大垣市に編入       | 大垣市                            | 大垣市                               | 大垣市                      | 大垣市                            | 大垣市                      | 大垣市                       | 大垣市        |
| 安 八 郡 | 室村       | 大部分     | 室村                     | 室村                        | 大垣町                     | 大垣町                      | 大垣町                   | 大正7年4月1日 市制 大垣市         | 大垣市                            | 大垣市                               | 大垣市                      | 大垣市                            | 大垣市                      | 大垣市                       | 大垣市        |
| 安 八 郡 | 大垣町     | 大垣町     | 大垣町                   | 大垣町                      | 大垣町                     | 大垣町                      | 大垣町                   | 大正7年4月1日 市制 大垣市         | 大垣市                            | 大垣市                               | 大垣市                      | 大垣市                            | 大垣市                      | 大垣市                       | 大垣市        |
| 安 八 郡 | 切石村     | 切石村     | 切石村                   | 切石村                      | 大垣町                     | 大垣町                      | 大垣町                   | 大正7年4月1日 市制 大垣市         | 大垣市                            | 大垣市                               | 大垣市                      | 大垣市                            | 大垣市                      | 大垣市                       | 大垣市        |
| 安 八 郡 | 切石村     | 切石村     | 明治8年6月 分立 久瀬川村 | 久瀬川村                    | 大垣町                     | 大垣町                      | 大垣町                   | 大正7年4月1日 市制 大垣市         | 大垣市                            | 大垣市                               | 大垣市                      | 大垣市                            | 大垣市                      | 大垣市                       | 大垣市        |
| 安 八 郡 | 林本郷村   | 林本郷村   | 明治8年1月 林村          | 明治14年8月13日 林本郷村    | 大垣町                     | 大垣町                      | 大垣町                   | 大正7年4月1日 市制 大垣市         | 大垣市                            | 大垣市                               | 大垣市                      | 大垣市                            | 大垣市                      | 大垣市                       | 大垣市        |
| 安 八 郡 | 高屋村     | 高屋村     | 明治8年1月 林村          | 明治14年8月13日 分立 高屋村 | 大垣町                     | 大垣町                      | 大垣町                   | 大正7年4月1日 市制 大垣市         | 大垣市                            | 大垣市                               | 大垣市                      | 大垣市                            | 大垣市                      | 大垣市                       | 大垣市        |
| 安 八 郡 | 西崎村     | 西崎村     | 西崎村                   | 西崎村                      | 大垣町                     | 大垣町                      | 大垣町                   | 大正7年4月1日 市制 大垣市         | 大垣市                            | 大垣市                               | 大垣市                      | 大垣市                            | 大垣市                      | 大垣市                       | 大垣市        |
| 安 八 郡 | 宮村       | 宮村       | 宮村                     | 宮村                        | 大垣町                     | 大垣町                      | 大垣町                   | 大正7年4月1日 市制 大垣市         | 大垣市                            | 大垣市                               | 大垣市                      | 大垣市                            | 大垣市                      | 大垣市                       | 大垣市        |
| 安 八 郡 | 藤江村     | 藤江村     | 藤江村                   | 藤江村                      | 大垣町                     | 大垣町                      | 大垣町                   | 大正7年4月1日 市制 大垣市         | 大垣市                            | 大垣市                               | 大垣市                      | 大垣市                            | 大垣市                      | 大垣市                       | 大垣市        |
| 安 八 郡 | 南頬村     | 南頬村     | 南頬村                   | 南頬村                      | 大垣町                     | 大垣町                      | 大垣町                   | 大正7年4月1日 市制 大垣市         | 大垣市                            | 大垣市                               | 大垣市                      | 大垣市                            | 大垣市                      | 大垣市                       | 大垣市        |
| 安 八 郡 | 南寺内村   | 南寺内村   | 南寺内村                 | 南寺内村                    | 大垣町                     | 大垣町                      | 大垣町                   | 大正7年4月1日 市制 大垣市         | 大垣市                            | 大垣市                               | 大垣市                      | 大垣市                            | 大垣市                      | 大垣市                       | 大垣市        |
| 不 破 郡 | 若森村     | 一部       | 若森村                   | 若森村                      | 大垣町                     | 大垣町                      | 大垣町                   | 大正7年4月1日 市制 大垣市         | 大垣市                            | 大垣市                               | 大垣市                      | 大垣市                            | 大垣市                      | 大垣市                       | 大垣市        |
| 不 破 郡 | 若森村     | 一部を除く | 若森村                   | 若森村                      | 南杭瀬村                   | 南杭瀬村                    | 南杭瀬村                 | 昭和9年12月5日 大垣市に編入       | 大垣市                            | 大垣市                               | 大垣市                      | 大垣市                            | 大垣市                      | 大垣市                       | 大垣市        |
| 不 破 郡 | 青柳村     | 青柳村     | 青柳村                   | 青柳村                      | 南杭瀬村                   | 南杭瀬村                    | 南杭瀬村                 | 昭和9年12月5日 大垣市に編入       | 大垣市                            | 大垣市                               | 大垣市                      | 大垣市                            | 大垣市                      | 大垣市                       | 大垣市        |
| 安 八 郡 | 今村       | 一部を除く | 明治5年 今村             | 今村                        | 南杭瀬村                   | 南杭瀬村                    | 南杭瀬村                 | 昭和9年12月5日 大垣市に編入       | 大垣市                            | 大垣市                               | 大垣市                      | 大垣市                            | 大垣市                      | 大垣市                       | 大垣市        |
| 安 八 郡 | 今村       | 一部       | 明治5年 今村             | 今村                        | 大垣町                     | 大垣町                      | 大垣町                   | 大正7年4月1日 市制 大垣市         | 大垣市                            | 大垣市                               | 大垣市                      | 大垣市                            | 大垣市                      | 大垣市                       | 大垣市        |
| 安 八 郡 | 今村入方   | 今村入方   | 明治5年 今村             | 明治13年8月 分立 世安村     | 大垣町                     | 大垣町                      | 大垣町                   | 大正7年4月1日 市制 大垣市         | 大垣市                            | 大垣市                               | 大垣市                      | 大垣市                            | 大垣市                      | 大垣市                       | 大垣市        |
| 安 八 郡 | 西高橋村   | 西高橋村   | 明治初年 高橋村          | 高橋村                      | 大垣町                     | 大垣町                      | 大垣町                   | 大正7年4月1日 市制 大垣市         | 大垣市                            | 大垣市                               | 大垣市                      | 大垣市                            | 大垣市                      | 大垣市                       | 大垣市        |
| 安 八 郡 | 東高橋村   | 東高橋村   | 明治初年 高橋村          | 高橋村                      | 高橋村                     | 高橋村                      | 安井村                   | 昭和11年6月1日 大垣市に編入       | 大垣市                            | 大垣市                               | 大垣市                      | 大垣市                            | 大垣市                      | 大垣市                       | 大垣市        |
| 安 八 郡 | 東前村     | 東前村     | 東前村                   | 東前村                      | 東前村                     | 東前村                      | 安井村                   | 昭和11年6月1日 大垣市に編入       | 大垣市                            | 大垣市                               | 大垣市                      | 大垣市                            | 大垣市                      | 大垣市                       | 大垣市        |
| 安 八 郡 | 犬ヶ淵村   | 犬ヶ淵村   | 犬ヶ淵村                 | 犬ヶ淵村                    | 東前村                     | 東前村                      | 安井村                   | 昭和11年6月1日 大垣市に編入       | 大垣市                            | 大垣市                               | 大垣市                      | 大垣市                            | 大垣市                      | 大垣市                       | 大垣市        |
| 安 八 郡 | 長沢村     | 長沢村     | 長沢村                   | 長沢村                      | 長沢村                     | 長沢村                      | 安井村                   | 昭和11年6月1日 大垣市に編入       | 大垣市                            | 大垣市                               | 大垣市                      | 大垣市                            | 大垣市                      | 大垣市                       | 大垣市        |
| 安 八 郡 | 禾森村     | 禾森村     | 禾森村                   | 禾森村                      | 禾森村                     | 禾森村                      | 安井村                   | 昭和11年6月1日 大垣市に編入       | 大垣市                            | 大垣市                               | 大垣市                      | 大垣市                            | 大垣市                      | 大垣市                       | 大垣市        |
| 安 八 郡 | 築捨村     | 築捨村     | 築捨村                   | 築捨村                      | 築捨村                     | 築捨村                      | 安井村                   | 昭和11年6月1日 大垣市に編入       | 大垣市                            | 大垣市                               | 大垣市                      | 大垣市                            | 大垣市                      | 大垣市                       | 大垣市        |
| 安 八 郡 | 江崎村     | 江崎村     | 江崎村                   | 江崎村                      | 江崎村                     | 江崎村                      | 安井村                   | 昭和11年6月1日 大垣市に編入       | 大垣市                            | 大垣市                               | 大垣市                      | 大垣市                            | 大垣市                      | 大垣市                       | 大垣市        |
| 安 八 郡 | 浅草東村   | 浅草東村   | 浅草東村                 | 浅草東村                    | 浅草東村                   | 浅草東村                    | 浅草村                   | 昭和23年6月1日 大垣市に編入       | 大垣市                            | 大垣市                               | 大垣市                      | 大垣市                            | 大垣市                      | 大垣市                       | 大垣市        |
| 安 八 郡 | 浅草中村   | 浅草中村   | 浅草中村                 | 浅草中村                    | 浅草中村                   | 浅草中村                    | 浅草村                   | 昭和23年6月1日 大垣市に編入       | 大垣市                            | 大垣市                               | 大垣市                      | 大垣市                            | 大垣市                      | 大垣市                       | 大垣市        |
| 安 八 郡 | 浅草西村   | 浅草西村   | 浅草西村                 | 浅草西村                    | 浅草西村                   | 浅草西村                    | 浅草村                   | 昭和23年6月1日 大垣市に編入       | 大垣市                            | 大垣市                               | 大垣市                      | 大垣市                            | 大垣市                      | 大垣市                       | 大垣市        |
| 多 芸 郡 | 横曽根村   | 横曽根村   | 横曽根村                 | 横曽根村                    | 横曽根村                   | 横曽根村                    | 浅草村                   | 昭和23年6月1日 大垣市に編入       | 大垣市                            | 大垣市                               | 大垣市                      | 大垣市                            | 大垣市                      | 大垣市                       | 大垣市        |
| 多 芸 郡 | 多芸島村   | 多芸島村   | 多芸島村                 | 多芸島村                    | 多芸島村                   | 多芸島村                    | 多芸島村                 | 昭和10年6月1日 大垣市に編入       | 大垣市                            | 大垣市                               | 大垣市                      | 大垣市                            | 大垣市                      | 大垣市                       | 大垣市        |
| 多 芸 郡 | 上笠村     | 上笠村     | 上笠村                   | 上笠村                      | 上笠村                     | 上笠村                      | 多芸島村                 | 昭和10年6月1日 大垣市に編入       | 大垣市                            | 大垣市                               | 大垣市                      | 大垣市                            | 大垣市                      | 大垣市                       | 大垣市        |
| 多 芸 郡 | 大外羽村   | 大外羽村   | 大外羽村                 | 明治15年7月 東大外羽村      | 東大外羽村                 | 東大外羽村                  | 多芸島村                 | 昭和10年6月1日 大垣市に編入       | 大垣市                            | 大垣市                               | 大垣市                      | 大垣市                            | 大垣市                      | 大垣市                       | 大垣市        |
| 多 芸 郡 | 大外羽村   | 大外羽村   | 大外羽村                 | 明治15年7月 西大外羽村      | 西大外羽村                 | 西大外羽村                  | 多芸島村                 | 昭和10年6月1日 大垣市に編入       | 大垣市                            | 大垣市                               | 大垣市                      | 大垣市                            | 大垣市                      | 大垣市                       | 大垣市        |
| 多 芸 郡 | 上屋村     | 上屋村     | 上屋村                   | 上屋村                      | 西大外羽村                 | 西大外羽村                  | 多芸島村                 | 昭和10年6月1日 大垣市に編入       | 大垣市                            | 大垣市                               | 大垣市                      | 大垣市                            | 大垣市                      | 大垣市                       | 大垣市        |
| 多 芸 郡 | 高淵村     | 高淵村     | 高淵村                   | 高淵村                      | 高淵村                     | 高淵村                      | 多芸島村                 | 昭和10年6月1日 大垣市に編入       | 大垣市                            | 大垣市                               | 大垣市                      | 大垣市                            | 大垣市                      | 大垣市                       | 大垣市        |
| 安 八 郡 | 友江村     | 友江村     | 友江村                   | 友江村                      | 南杭瀬村                   | 南杭瀬村                    | 多芸島村                 | 昭和10年6月1日 大垣市に編入       | 大垣市                            | 大垣市                               | 大垣市                      | 大垣市                            | 大垣市                      | 大垣市                       | 大垣市        |
| 安 八 郡 | 割田村     | 割田村     | 割田村                   | 割田村                      | 南杭瀬村                   | 南杭瀬村                    | 南杭瀬村                 | 昭和9年12月5日 大垣市に編入       | 大垣市                            | 大垣市                               | 大垣市                      | 大垣市                            | 大垣市                      | 大垣市                       | 大垣市        |
| 安 八 郡 | 割田村     | 割田村     | 明治7年 分立 外野村      | 外野村                      | 南杭瀬村                   | 南杭瀬村                    | 南杭瀬村                 | 昭和9年12月5日 大垣市に編入       | 大垣市                            | 大垣市                               | 大垣市                      | 大垣市                            | 大垣市                      | 大垣市                       | 大垣市        |
| 安 八 郡 | 外花村     | 外花村     | 外花村                   | 外花村                      | 南杭瀬村                   | 南杭瀬村                    | 南杭瀬村                 | 昭和9年12月5日 大垣市に編入       | 大垣市                            | 大垣市                               | 大垣市                      | 大垣市                            | 大垣市                      | 大垣市                       | 大垣市        |
| 安 八 郡 | 外花村     | 外花村     | 明治7年 分立 外渕村      | 外渕村                      | 外渕村                     | 外渕村                      | 洲本村                   | 昭和22年10月1日 大垣市に編入      | 大垣市                            | 大垣市                               | 大垣市                      | 大垣市                            | 大垣市                      | 大垣市                       | 大垣市        |
| 安 八 郡 | 内阿原村   | 内阿原村   | 内阿原村                 | 内阿原村                    | 内阿原村                   | 内阿原村                    | 洲本村                   | 昭和22年10月1日 大垣市に編入      | 大垣市                            | 大垣市                               | 大垣市                      | 大垣市                            | 大垣市                      | 大垣市                       | 大垣市        |
| 安 八 郡 | 島里村     | 島里村     | 島里村                   | 島里村                      | 島里村                     | 島里村                      | 洲本村                   | 昭和22年10月1日 大垣市に編入      | 大垣市                            | 大垣市                               | 大垣市                      | 大垣市                            | 大垣市                      | 大垣市                       | 大垣市        |
| 安 八 郡 | 釜笛村     | 釜笛村     | 釜笛村                   | 釜笛村                      | 釜笛村                     | 釜笛村                      | 洲本村                   | 昭和22年10月1日 大垣市に編入      | 大垣市                            | 大垣市                               | 大垣市                      | 大垣市                            | 大垣市                      | 大垣市                       | 大垣市        |
| 安 八 郡 | 川口村     | 川口村     | 川口村                   | 川口村                      | 川口村                     | 川口村                      | 洲本村                   | 昭和22年10月1日 大垣市に編入      | 大垣市                            | 大垣市                               | 大垣市                      | 大垣市                            | 大垣市                      | 大垣市                       | 大垣市        |
| 安 八 郡 | 中川村     | 中川村     | 中川村                   | 中川村                      | 中川村                     | 中川村                      | 中川村                   | 昭和24年4月1日 大垣市に編入       | 大垣市                            | 大垣市                               | 大垣市                      | 大垣市                            | 大垣市                      | 大垣市                       | 大垣市        |
| 安 八 郡 | 楽田村     | 楽田村     | 楽田村                   | 楽田村                      | 楽田村                     | 楽田村                      | 中川村                   | 昭和24年4月1日 大垣市に編入       | 大垣市                            | 大垣市                               | 大垣市                      | 大垣市                            | 大垣市                      | 大垣市                       | 大垣市        |
| 安 八 郡 | 貝曽根村   | 貝曽根村   | 貝曽根村                 | 貝曽根村                    | 貝曽根村                   | 貝曽根村                    | 中川村                   | 昭和24年4月1日 大垣市に編入       | 大垣市                            | 大垣市                               | 大垣市                      | 大垣市                            | 大垣市                      | 大垣市                       | 大垣市        |
| 安 八 郡 | 林東村     | 林東村     | 明治8年1月 林村          | 明治14年8月13日 林東村      | 林東村                     | 林東村                      | 中川村                   | 昭和24年4月1日 大垣市に編入       | 大垣市                            | 大垣市                               | 大垣市                      | 大垣市                            | 大垣市                      | 大垣市                       | 大垣市        |
| 安 八 郡 | 林中村     | 林中村     | 明治8年1月 林村          | 明治14年8月13日 林中村      | 林中村                     | 林中村                      | 中川村                   | 昭和24年4月1日 大垣市に編入       | 大垣市                            | 大垣市                               | 大垣市                      | 大垣市                            | 大垣市                      | 大垣市                       | 大垣市        |
| 安 八 郡 | 北方村     | 一部       | 明治7年 北方村           | 北方村                      | 北方村                     | 北方村                      | 中川村                   | 昭和24年4月1日 大垣市に編入       | 大垣市                            | 大垣市                               | 大垣市                      | 大垣市                            | 大垣市                      | 大垣市                       | 大垣市        |
| 安 八 郡 | 曽根村     | 曽根村     | 曽根村                   | 曽根村                      | 曽根村                     | 曽根村                      | 中川村                   | 昭和24年4月1日 大垣市に編入       | 大垣市                            | 大垣市                               | 大垣市                      | 大垣市                            | 大垣市                      | 大垣市                       | 大垣市        |
| 安 八 郡 | 領家村     | 領家村     | 領家村                   | 領家村                      | 領家村                     | 領家村                      | 中川村                   | 昭和24年4月1日 大垣市に編入       | 大垣市                            | 大垣市                               | 大垣市                      | 大垣市                            | 大垣市                      | 大垣市                       | 大垣市        |
| 安 八 郡 | 中野村     | 中野村     | 中野村                   | 中野村                      | 中野村                     | 中野村                      | 中川村                   | 昭和24年4月1日 大垣市に編入       | 大垣市                            | 大垣市                               | 大垣市                      | 大垣市                            | 大垣市                      | 大垣市                       | 大垣市        |
| 安 八 郡 | 上開発村   | 上開発村   | 上開発村                 | 上開発村                    | 和合村                     | 和合村                      | 和合村                   | 和合村                            | 和合村                            | 昭和26年4月1日 大垣市に編入          | 大垣市                      | 大垣市                            | 大垣市                      | 大垣市                       | 大垣市        |
| 安 八 郡 | 下開発村   | 下開発村   | 下開発村                 | 下開発村                    | 和合村                     | 和合村                      | 和合村                   | 和合村                            | 和合村                            | 昭和26年4月1日 大垣市に編入          | 大垣市                      | 大垣市                            | 大垣市                      | 大垣市                       | 大垣市        |
| 安 八 郡 | 津村       | 津村       | 津村                     | 津村                        | 和合村                     | 和合村                      | 和合村                   | 和合村                            | 和合村                            | 昭和26年4月1日 大垣市に編入          | 大垣市                      | 大垣市                            | 大垣市                      | 大垣市                       | 大垣市        |
| 安 八 郡 | 大島村     | 大島村     | 大島村                   | 大島村                      | 和合村                     | 和合村                      | 和合村                   | 和合村                            | 和合村                            | 昭和26年4月1日 大垣市に編入          | 大垣市                      | 大垣市                            | 大垣市                      | 大垣市                       | 大垣市        |
| 安 八 郡 | 大村       | 大村       | 大村                     | 大村                        | 世保村                     | 世保村                      | 三城村                   | 三城村                            | 三城村                            | 昭和27年6月1日 大垣市に編入          | 大垣市                      | 大垣市                            | 大垣市                      | 大垣市                       | 大垣市        |
| 安 八 郡 | 三本木村   | 三本木村   | 三本木村                 | 三本木村                    | 世保村                     | 世保村                      | 三城村                   | 三城村                            | 三城村                            | 昭和27年6月1日 大垣市に編入          | 大垣市                      | 大垣市                            | 大垣市                      | 大垣市                       | 大垣市        |
| 安 八 郡 | 万石村     | 万石村     | 万石村                   | 万石村                      | 世保村                     | 世保村                      | 三城村                   | 三城村                            | 三城村                            | 昭和27年6月1日 大垣市に編入          | 大垣市                      | 大垣市                            | 大垣市                      | 大垣市                       | 大垣市        |
| 安 八 郡 | 波須村     | 波須村     | 波須村                   | 波須村                      | 世保村                     | 世保村                      | 三城村                   | 三城村                            | 三城村                            | 昭和27年6月1日 大垣市に編入          | 大垣市                      | 大垣市                            | 大垣市                      | 大垣市                       | 大垣市        |
| 安 八 郡 | 今宿村     | 一部       | 今宿村                   | 今宿村                      | 世保村                     | 世保村                      | 三城村                   | 三城村                            | 三城村                            | 昭和27年6月1日 大垣市に編入          | 大垣市                      | 大垣市                            | 大垣市                      | 大垣市                       | 大垣市        |
| 安 八 郡 | 今宿村     | 一部を除く | 今宿村                   | 今宿村                      | 今宿村                     | 今宿村                      | 三城村                   | 三城村                            | 三城村                            | 昭和27年6月1日 大垣市に編入          | 大垣市                      | 大垣市                            | 大垣市                      | 大垣市                       | 大垣市        |
| 安 八 郡 | 三塚村     | 三塚村     | 三塚村                   | 三塚村                      | 三塚村                     | 三塚村                      | 三城村                   | 三城村                            | 三城村                            | 昭和27年6月1日 大垣市に編入          | 大垣市                      | 大垣市                            | 大垣市                      | 大垣市                       | 大垣市        |
| 安 八 郡 | 加賀野村   | 加賀野村   | 加賀野村                 | 加賀野村                    | 加賀野村                   | 加賀野村                    | 三城村                   | 三城村                            | 三城村                            | 昭和27年6月1日 大垣市に編入          | 大垣市                      | 大垣市                            | 大垣市                      | 大垣市                       | 大垣市        |
| 安 八 郡 | 小野村     | 小野村     | 小野村                   | 小野村                      | 小野村                     | 小野村                      | 三城村                   | 三城村                            | 三城村                            | 昭和27年6月1日 大垣市に編入          | 大垣市                      | 大垣市                            | 大垣市                      | 大垣市                       | 大垣市        |
| 安 八 郡 | 沢渡村     | 沢渡村     | 沢渡村                   | 沢渡村                      | 沢渡村                     | 沢渡村                      | 三城村                   | 三城村                            | 三城村                            | 昭和27年6月1日 大垣市に編入          | 大垣市                      | 大垣市                            | 大垣市                      | 大垣市                       | 大垣市        |
| 安 八 郡 | 古宮村     | 古宮村     | 古宮村                   | 古宮村                      | 古宮村                     | 古宮村                      | 川並村                   | 昭和23年10月1日 大垣市に編入      | 大垣市                            | 大垣市                               | 大垣市                      | 大垣市                            | 大垣市                      | 大垣市                       | 大垣市        |
| 安 八 郡 | 小泉村     | 小泉村     | 小泉村                   | 小泉村                      | 小泉村                     | 小泉村                      | 川並村                   | 昭和23年10月1日 大垣市に編入      | 大垣市                            | 大垣市                               | 大垣市                      | 大垣市                            | 大垣市                      | 大垣市                       | 大垣市        |
| 安 八 郡 | 直江村     | 直江村     | 直江村                   | 直江村                      | 直江村                     | 直江村                      | 川並村                   | 昭和23年10月1日 大垣市に編入      | 大垣市                            | 大垣市                               | 大垣市                      | 大垣市                            | 大垣市                      | 大垣市                       | 大垣市        |
| 安 八 郡 | 平村       | 平村       | 平村                     | 平村                        | 平村                       | 平村                        | 川並村                   | 昭和23年10月1日 大垣市に編入      | 大垣市                            | 大垣市                               | 大垣市                      | 大垣市                            | 大垣市                      | 大垣市                       | 大垣市        |
| 安 八 郡 | 米野村     | 米野村     | 米野村                   | 米野村                      | 米野村                     | 米野村                      | 川並村                   | 昭和23年10月1日 大垣市に編入      | 大垣市                            | 大垣市                               | 大垣市                      | 大垣市                            | 大垣市                      | 大垣市                       | 大垣市        |
| 安 八 郡 | 深池村     | 深池村     | 深池村                   | 深池村                      | 深池村                     | 深池村                      | 川並村                   | 昭和23年10月1日 大垣市に編入      | 大垣市                            | 大垣市                               | 大垣市                      | 大垣市                            | 大垣市                      | 大垣市                       | 大垣市        |
| 安 八 郡 | 難波野村   | 難波野村   | 難波野村                 | 難波野村                    | 難波野村                   | 難波野村                    | 川並村                   | 昭和23年10月1日 大垣市に編入      | 大垣市                            | 大垣市                               | 大垣市                      | 大垣市                            | 大垣市                      | 大垣市                       | 大垣市        |
| 安 八 郡 | 牧新田村   | 牧新田村   | 牧新田村                 | 牧新田村                    | 難波野村                   | 難波野村                    | 川並村                   | 昭和23年10月1日 大垣市に編入      | 大垣市                            | 大垣市                               | 大垣市                      | 大垣市                            | 大垣市                      | 大垣市                       | 大垣市        |
| 安 八 郡 | 今福村     | 今福村     | 今福村                   | 今福村                      | 今福村                     | 今福村                      | 川並村                   | 昭和23年10月1日 大垣市に編入      | 大垣市                            | 大垣市                               | 大垣市                      | 大垣市                            | 大垣市                      | 大垣市                       | 大垣市        |
| 安 八 郡 | 馬瀬村     | 馬瀬村     | 馬瀬村                   | 馬瀬村                      | 馬瀬村                     | 馬瀬村                      | 牧村                     | 昭和23年10月1日 大垣市に編入      | 大垣市                            | 大垣市                               | 大垣市                      | 大垣市                            | 大垣市                      | 大垣市                       | 大垣市        |
| 安 八 郡 | 牧村       | 牧村       | 牧村                     | 牧村                        | 牧村                       | 牧村                        | 牧村                     | 牧村                              | 牧村                              | 牧村                                 | 昭和30年4月1日 安八村       | 安八村                            | 昭和35年4月1日 町制 安八町  | 安八町                       | 安八町        |
| 安 八 郡 | 東結村     | 東結村     | 東結村                   | 東結村                      | 東結村                     | 東結村                      | 結村                     | 結村                              | 結村                              | 結村                                 | 昭和30年4月1日 安八村       | 安八村                            | 昭和35年4月1日 町制 安八町  | 安八町                       | 安八町        |
| 安 八 郡 | 西結村     | 西結村     | 西結村                   | 西結村                      | 西結村                     | 西結村                      | 結村                     | 結村                              | 結村                              | 結村                                 | 昭和30年4月1日 安八村       | 安八村                            | 昭和35年4月1日 町制 安八町  | 安八町                       | 安八町        |
| 安 八 郡 | 氷取村     | 氷取村     | 氷取村                   | 氷取村                      | 氷取村                     | 氷取村                      | 名森村                   | 名森村                            | 名森村                            | 名森村                               | 昭和30年4月1日 安八村       | 安八村                            | 昭和35年4月1日 町制 安八町  | 安八町                       | 安八町        |
| 安 八 郡 | 大明神村   | 大明神村   | 大明神村                 | 大明神村                    | 大明神村                   | 大明神村                    | 名森村                   | 名森村                            | 名森村                            | 名森村                               | 昭和30年4月1日 安八村       | 安八村                            | 昭和35年4月1日 町制 安八町  | 安八町                       | 安八町        |
| 安 八 郡 | 中須村     | 中須村     | 中須村                   | 中須村                      | 中須村                     | 中須村                      | 名森村                   | 名森村                            | 名森村                            | 名森村                               | 昭和30年4月1日 安八村       | 安八村                            | 昭和35年4月1日 町制 安八町  | 安八町                       | 安八町        |
| 安 八 郡 | 大野村     | 大野村     | 大野村                   | 大野村                      | 大野村                     | 大野村                      | 名森村                   | 名森村                            | 名森村                            | 名森村                               | 昭和30年4月1日 安八村       | 安八村                            | 昭和35年4月1日 町制 安八町  | 安八町                       | 安八町        |
| 安 八 郡 | 南今ヶ淵村 | 南今ヶ淵村 | 南今ヶ淵村               | 南今ヶ淵村                  | 南今ヶ淵村                 | 南今ヶ淵村                  | 名森村                   | 名森村                            | 名森村                            | 名森村                               | 昭和30年4月1日 安八村       | 安八村                            | 昭和35年4月1日 町制 安八町  | 安八町                       | 安八町        |
| 安 八 郡 | 善光村     | 善光村     | 善光村                   | 善光村                      | 善光村                     | 善光村                      | 名森村                   | 名森村                            | 名森村                            | 名森村                               | 昭和30年4月1日 安八村       | 安八村                            | 昭和35年4月1日 町制 安八町  | 安八町                       | 安八町        |
| 安 八 郡 | 森部村     | 森部村     | 森部村                   | 森部村                      | 森部村                     | 森部村                      | 名森村                   | 名森村                            | 名森村                            | 名森村                               | 昭和30年4月1日 安八村       | 安八村                            | 昭和35年4月1日 町制 安八町  | 安八町                       | 安八町        |
| 安 八 郡 | 南条村     | 南条村     | 南条村                   | 南条村                      | 南条村                     | 南条村                      | 名森村                   | 名森村                            | 名森村                            | 名森村                               | 昭和30年4月1日 安八村       | 安八村                            | 昭和35年4月1日 町制 安八町  | 安八町                       | 安八町        |
| 安 八 郡 | 大森村     | 大森村     | 大森村                   | 大森村                      | 大森村                     | 大森村                      | 名森村                   | 名森村                            | 名森村                            | 名森村                               | 昭和30年4月1日 安八村       | 安八村                            | 昭和35年4月1日 町制 安八町  | 安八町                       | 安八町        |
| 安 八 郡 | 北今ヶ淵村 | 北今ヶ淵村 | 北今ヶ淵村               | 北今ヶ淵村                  | 北今ヶ淵村                 | 北今ヶ淵村                  | 名森村                   | 名森村                            | 名森村                            | 名森村                               | 昭和30年4月1日 安八村       | 安八村                            | 昭和35年4月1日 町制 安八町  | 安八町                       | 安八町        |
| 安 八 郡 | 中村       | 中村       | 中村                     | 中村                        | 中村                       | 中村                        | 名森村                   | 名森村                            | 名森村                            | 名森村                               | 昭和30年4月1日 安八村       | 安八村                            | 昭和35年4月1日 町制 安八町  | 安八町                       | 安八町        |
| 安 八 郡 | 墨俣村     | 墨俣村     | 墨俣村                   | 墨俣村                      | 墨俣村                     | 明治27年9月24日 町制 墨俣町 | 墨俣町                   | 墨俣町                            | 墨俣町                            | 墨俣町                               | 墨俣町                      | 墨俣町                            | 墨俣町                      | 平成18年3月27日 大垣市に編入 | 大垣市        |
| 安 八 郡 | 西橋村     | 西橋村     | 明治4年 西橋村           | 西橋村                      | 西橋村                     | 西橋村                      | 墨俣町                   | 墨俣町                            | 墨俣町                            | 墨俣町                               | 墨俣町                      | 墨俣町                            | 墨俣町                      | 平成18年3月27日 大垣市に編入 | 大垣市        |
| 安 八 郡 | 西之橋村   |            | 明治4年 西橋村           | 西橋村                      | 西橋村                     | 西橋村                      | 墨俣町                   | 墨俣町                            | 墨俣町                            | 墨俣町                               | 墨俣町                      | 墨俣町                            | 墨俣町                      | 平成18年3月27日 大垣市に編入 | 大垣市        |
| 安 八 郡 | 下宿村     | 下宿村     | 下宿村                   | 下宿村                      | 下宿村                     | 下宿村                      | 墨俣町                   | 墨俣町                            | 墨俣町                            | 墨俣町                               | 墨俣町                      | 墨俣町                            | 墨俣町                      | 平成18年3月27日 大垣市に編入 | 大垣市        |
| 安 八 郡 | 二ツ木村   | 二ツ木村   | 二ツ木村                 | 二ツ木村                    | 二ツ木村                   | 二ツ木村                    | 墨俣町                   | 墨俣町                            | 墨俣町                            | 墨俣町                               | 墨俣町                      | 墨俣町                            | 墨俣町                      | 平成18年3月27日 大垣市に編入 | 大垣市        |
| 安 八 郡 | 楡俣村     | 楡俣村     | 楡俣村                   | 楡俣村                      | 三里村                     | 明治23年3月24日 改称 御寿村 | 御寿村                   | 明治35年8月27日 町制改称 大薮町   | 明治35年8月27日 町制改称 大薮町   | 昭和29年4月1日 輪之内町              | 昭和29年4月1日 輪之内町     | 輪之内町                          | 輪之内町                    | 輪之内町                     | 輪之内町      |
| 安 八 郡 | 大藪村     | 大藪村     | 大藪村                   | 大藪村                      | 三里村                     | 明治23年3月24日 改称 御寿村 | 御寿村                   | 明治35年8月27日 町制改称 大薮町   | 明治35年8月27日 町制改称 大薮町   | 昭和29年4月1日 輪之内町              | 昭和29年4月1日 輪之内町     | 輪之内町                          | 輪之内町                    | 輪之内町                     | 輪之内町      |
| 安 八 郡 | 楡俣新田   | 楡俣新田   | 楡俣新田                 | 楡俣新田                    | 三里村                     | 明治23年3月24日 改称 御寿村 | 御寿村                   | 明治35年8月27日 町制改称 大薮町   | 明治35年8月27日 町制改称 大薮町   | 昭和29年4月1日 輪之内町              | 昭和29年4月1日 輪之内町     | 輪之内町                          | 輪之内町                    | 輪之内町                     | 輪之内町      |
| 安 八 郡 | 上大榑村   | 上大榑村   | 明治8年1月 四郷村        | 四郷村                      | 四郷村                     | 四郷村                      | 御寿村                   | 明治35年8月27日 町制改称 大薮町   | 明治35年8月27日 町制改称 大薮町   | 昭和29年4月1日 輪之内町              | 昭和29年4月1日 輪之内町     | 輪之内町                          | 輪之内町                    | 輪之内町                     | 輪之内町      |
| 安 八 郡 | 上大榑新田 |            | 明治8年1月 四郷村        | 四郷村                      | 四郷村                     | 四郷村                      | 御寿村                   | 明治35年8月27日 町制改称 大薮町   | 明治35年8月27日 町制改称 大薮町   | 昭和29年4月1日 輪之内町              | 昭和29年4月1日 輪之内町     | 輪之内町                          | 輪之内町                    | 輪之内町                     | 輪之内町      |
| 安 八 郡 | 五反郷村   |            | 明治8年1月 四郷村        | 四郷村                      | 四郷村                     | 四郷村                      | 御寿村                   | 明治35年8月27日 町制改称 大薮町   | 明治35年8月27日 町制改称 大薮町   | 昭和29年4月1日 輪之内町              | 昭和29年4月1日 輪之内町     | 輪之内町                          | 輪之内町                    | 輪之内町                     | 輪之内町      |
| 安 八 郡 | 五反郷新田 |            | 明治8年1月 四郷村        | 四郷村                      | 四郷村                     | 四郷村                      | 御寿村                   | 明治35年8月27日 町制改称 大薮町   | 明治35年8月27日 町制改称 大薮町   | 昭和29年4月1日 輪之内町              | 昭和29年4月1日 輪之内町     | 輪之内町                          | 輪之内町                    | 輪之内町                     | 輪之内町      |
| 安 八 郡 | 福束村     | 福束村     | 福束村                   | 福束村                      | 福束村                     | 福束村                      | 福束村                   | 福束村                            | 福束村                            | 昭和29年4月1日 輪之内町              | 昭和29年4月1日 輪之内町     | 輪之内町                          | 輪之内町                    | 輪之内町                     | 輪之内町      |
| 安 八 郡 | 里村       | 里村       | 里村                     | 里村                        | 里村                       | 里村                        | 福束村                   | 福束村                            | 福束村                            | 昭和29年4月1日 輪之内町              | 昭和29年4月1日 輪之内町     | 輪之内町                          | 輪之内町                    | 輪之内町                     | 輪之内町      |
| 安 八 郡 | 南波村     | 南波村     | 南波村                   | 南波村                      | 南波村                     | 南波村                      | 福束村                   | 福束村                            | 福束村                            | 昭和29年4月1日 輪之内町              | 昭和29年4月1日 輪之内町     | 輪之内町                          | 輪之内町                    | 輪之内町                     | 輪之内町      |
| 安 八 郡 | 本戸村     | 本戸村     | 本戸村                   | 本戸村                      | 本戸村                     | 本戸村                      | 福束村                   | 福束村                            | 福束村                            | 昭和29年4月1日 輪之内町              | 昭和29年4月1日 輪之内町     | 輪之内町                          | 輪之内町                    | 輪之内町                     | 輪之内町      |
| 安 八 郡 | 中郷村     | 中郷村     | 中郷村                   | 中郷村                      | 中郷村                     | 中郷村                      | 福束村                   | 福束村                            | 福束村                            | 昭和29年4月1日 輪之内町              | 昭和29年4月1日 輪之内町     | 輪之内町                          | 輪之内町                    | 輪之内町                     | 輪之内町      |
| 安 八 郡 | 塩喰村     | 塩喰村     | 明治8年1月 塩喰村        | 塩喰村                      | 塩喰村                     | 塩喰村                      | 福束村                   | 福束村                            | 福束村                            | 昭和29年4月1日 輪之内町              | 昭和29年4月1日 輪之内町     | 輪之内町                          | 輪之内町                    | 輪之内町                     | 輪之内町      |
| 安 八 郡 | 豊喰新田   |            | 明治8年1月 塩喰村        | 塩喰村                      | 塩喰村                     | 塩喰村                      | 福束村                   | 福束村                            | 福束村                            | 昭和29年4月1日 輪之内町              | 昭和29年4月1日 輪之内町     | 輪之内町                          | 輪之内町                    | 輪之内町                     | 輪之内町      |
| 安 八 郡 | 下大榑村   | 下大榑村   | 明治8年1月 福合村        | 明治14年12月8日 下大榑村    | 下大榑村                   | 下大榑村                    | 仁木村                   | 仁木村                            | 仁木村                            | 昭和29年4月1日 輪之内町              | 昭和29年4月1日 輪之内町     | 輪之内町                          | 輪之内町                    | 輪之内町                     | 輪之内町      |
| 安 八 郡 | 下大榑新田 | 下大榑新田 | 明治8年1月 福合村        | 明治14年12月8日 下大榑新田  | 下大榑新田                 | 下大榑新田                  | 仁木村                   | 仁木村                            | 仁木村                            | 昭和29年4月1日 輪之内町              | 昭和29年4月1日 輪之内町     | 輪之内町                          | 輪之内町                    | 輪之内町                     | 輪之内町      |
| 安 八 郡 | 福束新田   | 福束新田   | 明治8年1月 福合村        | 明治14年12月8日 福束新田    | 福束新田                   | 福束新田                    | 仁木村                   | 仁木村                            | 仁木村                            | 昭和29年4月1日 輪之内町              | 昭和29年4月1日 輪之内町     | 輪之内町                          | 輪之内町                    | 輪之内町                     | 輪之内町      |
| 安 八 郡 | 中郷新田   | 中郷新田   | 明治8年1月 福合村        | 明治14年12月8日 中郷新田    | 中郷新田                   | 中郷新田                    | 仁木村                   | 仁木村                            | 仁木村                            | 昭和29年4月1日 輪之内町              | 昭和29年4月1日 輪之内町     | 輪之内町                          | 輪之内町                    | 輪之内町                     | 輪之内町      |
| 安 八 郡 | 藻池新田   | 藻池新田   | 明治8年1月 福合村        | 明治14年12月8日 藻池新田    | 藻池新田                   | 藻池新田                    | 仁木村                   | 仁木村                            | 仁木村                            | 昭和29年4月1日 輪之内町              | 昭和29年4月1日 輪之内町     | 輪之内町                          | 輪之内町                    | 輪之内町                     | 輪之内町      |
| 安 八 郡 | 海松新田   | 海松新田   | 明治8年1月 福合村        | 明治14年12月8日 海松新田    | 海松新田                   | 海松新田                    | 仁木村                   | 仁木村                            | 仁木村                            | 昭和29年4月1日 輪之内町              | 昭和29年4月1日 輪之内町     | 輪之内町                          | 輪之内町                    | 輪之内町                     | 輪之内町      |
| 安 八 郡 | 大吉新田   | 大吉新田   | 大吉新田                 | 大吉新田                    | 大吉新田                   | 大吉新田                    | 仁木村                   | 仁木村                            | 仁木村                            | 昭和29年4月1日 輪之内町              | 昭和29年4月1日 輪之内町     | 輪之内町                          | 輪之内町                    | 輪之内町                     | 輪之内町      |
| 安 八 郡 | 海松村     | 海松村     | 明治8年1月 松内村        | 松内村                      | 松内村                     | 松内村                      | 仁木村                   | 仁木村                            | 仁木村                            | 昭和29年4月1日 輪之内町              | 昭和29年4月1日 輪之内町     | 輪之内町                          | 輪之内町                    | 輪之内町                     | 輪之内町      |
| 安 八 郡 | 柿内村     |            | 明治8年1月 松内村        | 松内村                      | 松内村                     | 松内村                      | 仁木村                   | 仁木村                            | 仁木村                            | 昭和29年4月1日 輪之内町              | 昭和29年4月1日 輪之内町     | 輪之内町                          | 輪之内町                    | 輪之内町                     | 輪之内町      |

## 行政
歴代郡長
| 代 | 氏名 | 就任年月日                | 退任年月日                | 備考                 |
| -- | ---- | ------------------------- | ------------------------- | -------------------- |
| 1  |      | 明治12年（1879年）2月18日 |                           |                      |
|    |      |                           | 大正15年（1926年）6月30日 | 郡役所廃止により廃官 |